# Посебне морфолошке карактеристике зуба
Посебна морфолошка обележја зуба чине узвишења и удубљења на крунама природних зуба, која се означавају као квржично-гребенски и фисурни комплекс.

## Квржично-гребенски комплекс
Елементи овог комплекса су:
- квржица,
- кврга,
- округласто узвишење (цингулум),
- гребен, и
- брежуљак.

Квржица (лат. cuspis) је шиљасто узвишење облика четворостране пирамиде са заобљеним врхом. На гризној површини бочних зуба присутно је 3-5 квржица, код очњака се може наћи једна (тзв. „солитарна") квржица, а код класе секутића оне не постоје. Са врха квржице се пружају два карактеристична гребена: сагитални (у мезио-дисталном правцу) и трансверзални (у вестибуло-оралном правцу). Место њиховог укрштања назива се врх квржице.
Сагитални квржични гребен прелази преко врхова свих квржица и гради деобну линију, која маркира границу између унутрашњег и спољашњег дела оклузалне површине. У односу на деобну линију, на квржицама постоје спољашње и унутрашње падине.
Трансверзални квржични гребен пресеца деобну линију преко врха квржице, а истовремено представља део и спољашњег и унутрашњег оклузалног поља. Део који припада унутрашњем делу гризне површине се назива грат' и веома је значајан са становишта оклузије. Наиме на њему се налазе тзв. централне стопе, односно тачкасти контакти између зуба антагониста.
Кврга (лат. tuberculum) је обло избочење које се понекад среће на крунама зуба. Мањих су димензија у односу на квржице и могу бити различитог облика и величине. Обично се налазе на палатиналним површинама горњих предњих зуба.
Округласто узвишење (лат. cingulum) је присутно на оралној површини свих сталних зуба и оно у целости окружује вратни део оралне површине зуба.
Гребен (лат. crista) је линијско узвишење на круни зуба и јавља се у више различитих облика. Маргинални (ивични) гребен означава проксималне границе унутрашњег оклузалног поља и настаје спајањем сагиталног гребена букалне и оралне квржице зуба. Сечивни гребен је присутан на крунама предњих зуба, уместо гризне површине. Осим њих постоје: допунски, триангуларни, трансверзални, коси, квржични гребен и др.
Округли брежуљак (лат. cumulus) је мала екстензија глеђи присутна на сечивном гребену новоизниклих секутића. Различитог су облика и величине, а обично нестају временом услед абразије (осим у случају неадекватне оклузије).

## Фисурни комплекс
Елементи фисурног комплекса су:
- бразде и
- јаме.

Бразде (лат. fissurae) су линијска удубљења на гризној површини зуба и деле се на: главне, допунске, попречне и помоћне бразде.
Главна бразда (лат. fissura centralis) се пружа у мезио-дисталном правцу и раздваја букалне од оралних квржица. На мезијалном и дисталном крају унутрашњег оклузалног поља она се улива у јамице, из којих потом извиру мање допунске (бочне) бразде.
Допунска бразда (лат. fissura supplementaris) ограничава појединачне квржице и на свом путу према деобној линије дели са на бројне помоћне бразде (лат. fissura accesoria).
Попречна бразда (лат. fissura transversalis) је карактеристична за кутњаке. Она се одваја од централне фисуре и пружајући се буко-орално раздваја квржице, и завршава се у средњој трећини одговарајуће стране.
Јаме (лат. fossa) представљају неправилна округласта удубљења на круни зуба. Лингвална јама је присутна на оралној површини предњих зуба. Централна јама се налази у средишту оклузалне површине бочних зуба, а на њеним проксималним крајевима налазе се мезијална и дистална триангуларна јама.
На дну сваке јаме, на месту укрштања бразди, налази се јамица (лат. fossula).